# Jestem tu dla ciebie
Jestem tu dla ciebie – singel Sebastiana Riedela i zespołu Cree, wydany 14 maja 2013, pochodzący z albumu Wyjdź…. Utwór został napisany i skomponowany przez wokalistę.
8 czerwca 2013 zespół zaprezentował piosenkę w Operze Leśnej podczas konkursu Trendy, odbywającego się w ramach TOPtrendy 2013, którego ostatecznie zostali laureatami. Utwór był notowany na 37. miejscu na Liście Przebojów Programu Trzeciego.
Teledysk towarzyszący kompozycji miał premierę 31 maja 2013 w serwisie YouTube.

## Lista utworów
- Digital download[1]

1. „Jestem tu dla ciebie” – 5:00

## Notowania na listach przebojów
| Kraj   | Lista (2013)                             | Najwyższa pozycja |
| ------ | ---------------------------------------- | ----------------- |
| Polska | PR3 (Lista Przebojów Programu Trzeciego) | 37                |